# المرأة في أوزبكستان

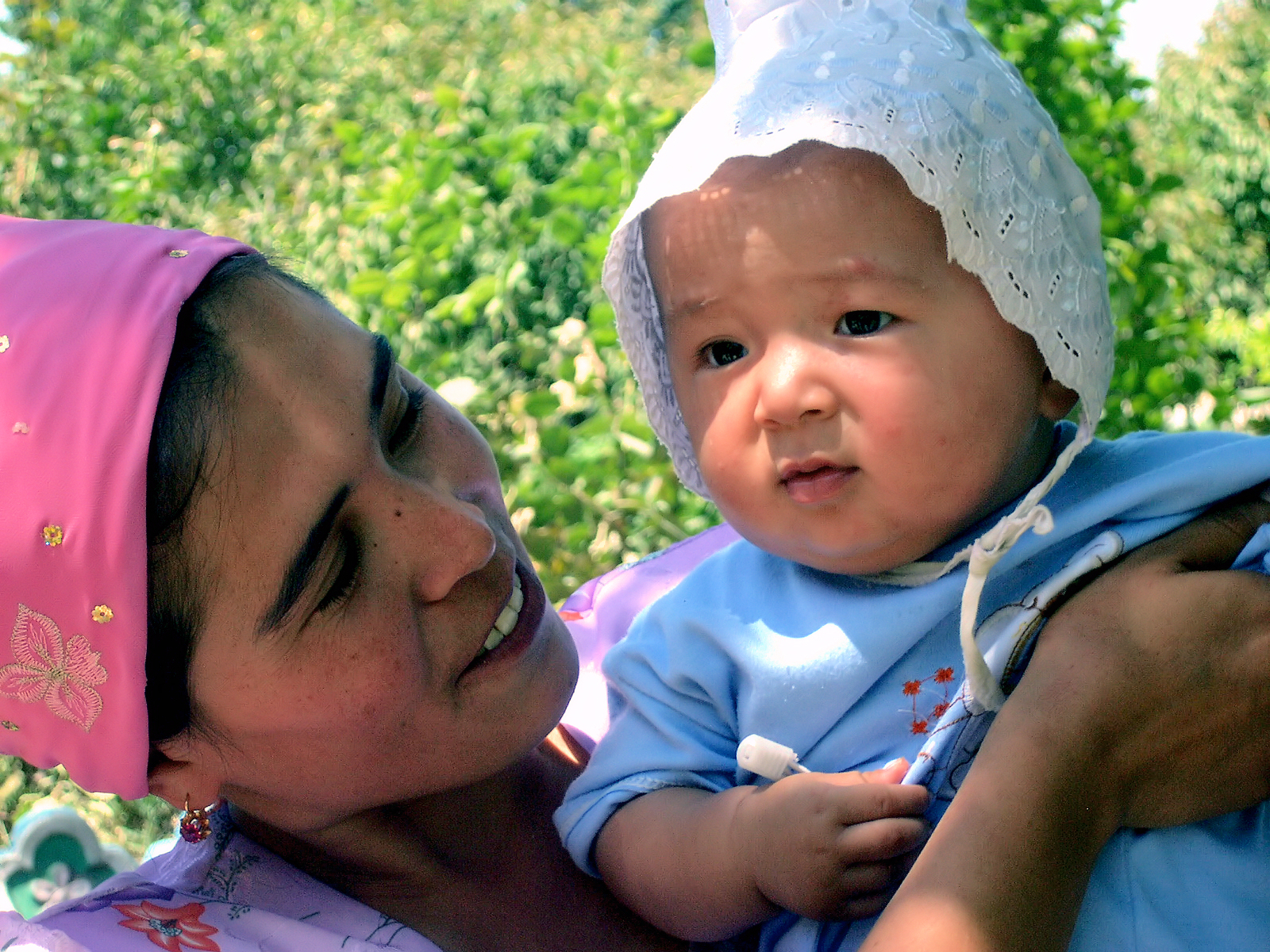
امرأة أوزبكستانيّة معَ طفلها

تتأثرُ الحالة الاجتماعية والقانونية للنساء في أوزبكستان بالأعراف والتقاليد، الدين، الأعراف الاجتماعية كما تأثرت بالحكم السوفياتي في وقتٍ سابق.

## الرعاية الصحية للأم وتوافر وسائل منع الحمل
تعملُ دولة أوزبكستان جاهدةً على توفير الرعاية الصحيّة للأم وقد نجحت بنسبة كبيرة في هذا كما تعملُ من خِلال وزارة الصحّة على توفير وسائل منع الحمل بشكلٍ مجاني. حسب إحصائيات عام 2003 فإنّ 62.3% من النساء قد استخدمنَ وسائل منع الحمل مجانًا، بيد أنَ الأمم المتحدة تُقدّر أن نحو 13.7% من النساء في أوزبكستان اللاتي يرغبنَ في منع أو تأخير الحمل التالي غير قادرات على القيام بذلك بسبب محدودية الوصول إلى وسائل منع الحمل. في جهة مقابلة؛ وحسب إحصائيات عام 2000 كان هناكَ ما يقرب من 20.900 طبيبة توليد في البلاد.

## التعقيم الإجباري
هناك تقارير تفيد بأن النساء في أوزبكستان يخضعنَ لتعقيمٍ قسري، ففي 12 نيسان/أبريل 2012 نشرت شبكة بي بي سي تقريرًا أثار ضجّة كبيرة بعدما كشفَ بالأدلة على أن النساء يتم تعقيمن في كثير من الأحيان دون علمهنّ في محاولة من جانب الحكومة في السيطرة على عددِ السكان.

## الانتحار
التضحية بالنفس من خِلال إضرام النيران في الجسم هو شكل شائع من أشكال الانتحار بين النساء في أوزبكستان. بالعودة إلى إحصائيات عام 2001 فقد انتحرت حوالي 500 في سنة واحدة سيّدة بسبب حالات إساءة المعاملة.

## الاتجار
ترى الأمم المتحدة أن حكومة أوزبكستان تبذلُ بعض الجهود للحد من الاتجار بالبشر، حيثُ خصّصت خطوط هواتف ساخنة لضحايا الاتجار غير المشروع،  كما سنّت قانونًا يُعاقب بالسجن من خمس إلى ثماني سنوات كل من تبث تورطه في أيّ عملية من عمليات الاتجار بالبشر بشكل عام والنساء بشكلٍ خاص. بالرغمِ من كل هذا فالاتجار لا زال حاضرًا وقائمًا داخل الدولة وتعدّ أوزبكستان أحد الموردين الرئيسيين والمستهلكِين أيضًا للنساء ضحايا الاتجار. بشكل عام؛ تُخدع بعض النساء في أوزبكستان حيث تُقدم لهنّ وعودًا بالعمل في دول أخرى كمربيات أو معلمات أو جليسات الأطفال وغالبًا ما ينتهي بهنّ الأمرُ في نهاية المطاف في صناعة الجنس.

## الفرص الاقتصادية للمرأة
تغيّرت أدوار الجنسين في الاقتصاد بينَ الفترة السوفياتية وفترة ما بعدَ الاستقلال. في الوقتِ الحالي؛ صارَ للدولة الأوزبكية برامج للمساعدة في زيادة الفرص الاقتصادية للنساء وبرامج أخرى لحلّ المشاكل التي قد تُعيقهنّ مثلَ عدم المساواة في الأجور وما إلى ذلك. في المُقابل؛ تشهدُ قطاعات أخرى حضورًا وازنًا للنساء إلّا أنهنّ معرضين للاستغلال كالعمل الليلي أو العمل الإضافي فضلًا عن عدم سنّ الدولة لأيّ قانون حقيقي حولَ التحرش الجنسي.

## الحقوق القانونية للمرأة
اعتبارا من عام 2004؛ سنّت دولة أوزبكستان قانونًا يُجبر الأحزاب السياسية المرشحة للانتخابات على ترشيح ما لا يقل عن 30 في المئة من الإناث للبرلمان ومع ذلك فهناكَ نقصٌ ملحوظ لتمثيل المرأة في جميع مستويات الحكومة. حسبَ البيانات المستمدة من دراسة استقصائية شملت النساء؛ فإنّ 64% في المناطق الحضرية و50% في المناطق الريفية يعتبرنَ أن للرجال فرص أكبر في المجال السياسي.

## الزواج القسري واختطاف العروس
تنتشرُ ظاهرة الزواج القسري من خلال اختطاف العروس في أجزاء من البلاد وخاصة في قرقل باغستان،  حيثُ يقوم الشباب باختطاف الفتيات للزواج بهنّ في حالة الرفض الأسري أو لأيّ سببٍ آخر. تُعدّ المشاكل الاقتصادية أحد أسباب تفشي هذه الظاهرة في صفوف الشباب حيثُ تحدثت تقارير إعلاميّة أنّ حفلات الزفاف عادةً ما تكون باهظة التكاليف على عكسِ الخطف الذي يُجنّب الشاب كل تكاليف الحفل. في المُقابل تتحدث تقارير أخرى عن أن قلة قليلة فقط من الشباب هم من يلجأون إلى عمليات الخطف بدل مواجهة الصعاب في الحياة وخصّت هذه التقارير بالذكر الشباب ذوي المستوى التعليمي المتدني أو متعاطي المخدرات أو الكحول وما إلى ذلك.